# Delphinium albomarginatum
Delphinium albomarginatum là một loài thực vật có hoa trong họ Mao lương. Loài này được Simonova mô tả khoa học đầu tiên năm 1924.